# Pseudomyrmex nexilis
Pseudomyrmex nexilis är en myrart som beskrevs av Ward 1992. Pseudomyrmex nexilis ingår i släktet Pseudomyrmex och familjen myror. Inga underarter finns listade i Catalogue of Life.